# Rudolf Buttmann (Diplomat)
Rudolf Buttmann (* 28. Februar 1879 in Genthin; † 24. März 1945 in Berlin) war ein deutscher Jurist, Konsul und Gesandter mit der Amtsbezeichnung Gesandtschaftsrat.

## Berufliche Entwicklung
Nach seinem Schulabschluss begann Rudolf Buttmann 1899 ein Studium der Rechtswissenschaften an der Friedrich-Wilhelms-Universität Berlin. Daneben war er am Seminar für Orientalische Sprachen eingeschrieben und erlernte hier die japanische Sprache. Das Sprachdiplom für Japanisch erwarb er im August 1901 und im Dezember 1902 das Referendarexamen. Unmittelbar danach begann er im Januar 1903 eine Tätigkeit im preußischen Justizdienst. Ab Oktober 1903 leistete er als Einjährig-Freiwilliger seinen Militärdienst bis September 1904. Danach war er wieder im Justizdienst tätig. Seine Einberufung in den Auswärtigen Dienst erhielt Buttmann im August 1906. Sein erster Auslandseinsatz führte ihn als Dolmetscher-Aspirant an die deutsche Gesandtschaft nach Tokio. Geschäftsträger der Gesandtschaft war zu dieser Zeit Alfons Mumm von Schwarzenstein (1859–1924). Im Oktober 1906 trat Buttmann dort seinen Dienst an. Mehrfach wurde er in diesen Jahren zur kommissarischen Beschäftigung an anderen Konsulaten verwendet, so 1908 am Konsulat Nagasaki für 4 Monate und um den Jahreswechsel zu 1909 am Generalkonsulat in Yokohama. Sein Einsatz in Tokio endete im Januar 1909. Von hier wurde er im Folgemonat nach Yokohama beordert. Hier verblieb er bis Anfang 1912 und wurde dann an das Konsulat nach Nagasaki versetzt. Hier hatte er dann ab Mai für 7 Monate die kommissarische Leitung inne. Von da wechselt Buttmann Ende 1912 an das deutsche Konsulat in Shimonoseki und übernahm vor Ort die kommissarische Leitung. Nach einem Jahr kehrte er dann nach Tokio zurück und trat im Dezember 1913 seine kommissarische Beschäftigung an. Geschäftsträger der deutschen Botschaft war zu dieser Zeit Arthur Alexander Kaspar von Rex (1856–1926). Die Botschaft wurde dann bereits nach 8 Monaten wegen Japans Kriegserklärung am 23. August 1914 gegenüber Deutschland geschlossen und das Personal begab sich auf den Rückweg nach Deutschland. Während seiner Rückreise, die ihn über die USA führte, wurde er noch kurzzeitig am deutschen Konsulat in Cincinnati eingesetzt.
Mit seiner Ankunft in Deutschland 1914 wurde Rudolf Buttmann zum preußischen Heer einberufen und im Range eines Hauptmanns eingesetzt. Erst mit der Niederlage Deutschlands im Ersten Weltkrieg endete im Dezember 1918 sein Militärdienst. Als Anfang 1919 eine amtliche militärische Kommission zur Besichtigung von Post-, Telegrafen- und Fernsprechämtern in Deutschland weilte, wurde er wieder aktiviert und als Dolmetscher eingesetzt. Bereits während dieses Einsatzes wurde ihm im August 1919 die Amtsbezeichnung als Vizekonsul verliehen. Im September 1919 endete die Betreuung dieser japanischen Gruppe und Buttmann wurde ab März 1920 im Auswärtigen Amt Berlin, Abteilung VII (Ostasien), Referat Japan eingesetzt. Kurz darauf legte er im April die konsularischen Prüfungen ab. Für ein Jahr verblieb er dann noch im Referat Japan und wurde dann zum Legationssekretär ernannt. Mit der Amtsbezeichnung als Gesandtschaftsrat wurde er ab 1922 erneut an der deutschen Botschaft in Tokio tätig. Hier war Wilhelm Solf (1862–1936) als Botschafter sein Vorgesetzter. Dieser Einsatz wurde im Februar 1923 beendet und er übernahm die Leitung des Generalkonsulats in Kobe. Unter Beibehaltung seines Wohnsitzes in Kobe übertrug ihm sein Dienstherr ab Juni 1924 die Leitung des Konsulats in Yokohama. In den Folgejahren wechselte er mehrfach zwischen beiden Konsulaten und wurde im Sommer 1929 zum Konsul I. Klasse ernannt. Zuletzt war er bis 1931 für die Leitung des Generalkonsulats Kobe verantwortlich.
Nach Deutschland zurückgekehrt wurde Rudolf Buttmann ab September 1931 erneut im Auswärtigen Amt kommissarisch tätig. Er war der Abteilung VI (Osteuropa, Skandinavien, Ostasien) zugeteilt. Im August 1934 wurde er dann in den einstweiligen Ruhestand versetzt. Doch bereits 1937 erfolgte seine Aktivierung und er kam in der Kulturpolitischen Abteilung, Referat B (Wirtschaftliche Volkstumsfragen) zum Einsatz. Dieses Referat wurde später neu geordnet, erhielt die Bezeichnung Referat S und war für das deutsche Schulwesen im Ausland zuständig. Innerhalb des Hauses wurde er 1944 versetzt und gehörte ab Februar zur Personal- und Verwaltungsabteilung. Hier war er im Referat zur Kontrolle des Schrifttums eingesetzt und für die ordnungsgemäße Abwicklung des diplomatischen Schriftverkehrs zuständig. Nach nur einem Monat erhielt er Urlaub und wurde noch im November in den Ruhestand versetzt.
Am 24. März 1945 verstarb Rudolf Buttmann in Berlin.

## Familie
Die Eltern von Rudolf Buttmann waren der Kreisgerichtsdirektor Rudolf Hugo Buttmann und dessen Ehefrau Helene Julie, geborene Knoblauch. Rudolf Buttmann jun. heiratete am 15. September 1916 Frieda Tietze. Aus der Ehe ging der Sohn Hans Christoph Buttmann (1920–1944) hervor.